# A Melhor Escolha
A Melhor Escolha é o vigésimo álbum do cantor Sergio Lopes, lançado pela gravadora Line Records em 2011. produzido pelo produtor musical Marco Santos. À principio, o álbum se chamaria O Teu Silêncio, título que foi alterado posteriormente durante as gravações.
Este álbum prioriza o estilo Louvor e Adoração, trazendo também elementos do Forró e uma canção baseada na história bíblica de Davi e Golias, com a participação de um coral formado por crianças.
O cantor também relembra a origem nordestina nas faixas "Despedida no interior" e "Jesus de Nazaré". Na faixa "Bem-aventuranças", Sérgio musica a tradução literal do texto bíblico contido no capítulo 5 do Evangelho de Mateus.
Sobre o álbum, o músico afirmou: "Neste CD, falamos muito sobre fé e entrega. Uma das canções, por exemplo, chamada "Inexplicável Amor", retrata o momento da Crucificação de Jesus. Ao compor esta letra, me coloquei no lugar das pessoas que estavam assistindo à cena e reconhecendo Jesus, que só fazia o bem, mas estava sendo arrastado para ser crucificado".

## Faixas
Todas as músicas por Sergio Lopes
1. "A Melhor Escolha" - 03:31
2. "Inexplicável amor" - 03:20
3. "As Bem Aventuranças" - 03:29
4. "Despedida no Interior" - 02:08
5. "Vem Espírito Santo" - 03:13
6. "O Teu Silêncio" - 03:34
7. "O Pastor de Israel" - 03:28
8. "Jesus de Nazaré" - 02:51
9. "Tua Graça me Basta" - 03:15
10. "Davi e Golias" - 05:38